# Décès en 884
Décès
- 880
- 881
- 882
- 883
- 884
- 885
- 886
- 887
- 888

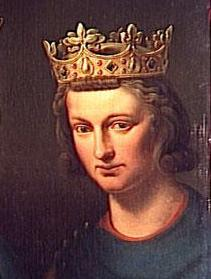
Carloman II mort en 884.

Cette page dresse une liste de personnalités mortes au cours de l'année 884 :
- 14 mai : Ahmad Ibn Touloun, fondateur de la dynastie des Toulounides qui a régné sur l'Égypte.
- 15 mai : Marin Ier, pape.
- 12 octobre : Tsunesada, prince japonais du début de l'époque de Heian.
- 6 décembre : Carloman II, roi de Francie occidentale de 879 à 884, blessé par un sanglier.

- Huang Chao, chef d'une révolte paysanne en Chine.
- Clair du Beauvaisis, prêtre bénédictin, originaire du Kent, apôtre en Normandie et martyr de la chasteté dans le Beauvaisis à l'actuel Saint-Clair-sur-Epte.
- Al Hasan Ibn Zayd Al 'Alawî, Imam de Ahl al-Bayt ayant fondé la dynastie dite des Alavides, d'obédience zaydite, dans la région du Tabarestan.
- Muhammad Ibn Nusayr al-Namiri[1], fondateur de la secte Nusayrî (ou Alaouites) qui admet l’incarnation de l’Esprit-Saint dans une succession d’imams et rejette la plupart des prescriptions rituelles de l’Islam.

## Crédit d'auteurs
- Cet article est partiellement ou en totalité issu de l'article intitulé « 884 » (voir la liste des auteurs).